# Улица Инвалиду (Рига)
Улица Инвалиду (латыш. Invalīdu iela) — улица в Риге, в Видземском предместье, в историческом районе Браса. Начинается от перекрёстка улиц Упес и Хоспиталю; ведёт в восточном направлении и заканчивается тупиком, не доходя до улицы Миера у Брасовского моста.
Длина улицы — 335 метров. На всём протяжении имеет асфальтовое покрытие. Движение по улице двустороннее. Общественный транспорт по улице не курсирует.

## История
Улица Инвалиду впервые показана на карте города в 1867 году без названия; в последующем упоминается как часть нынешней улицы Упес, проходящая параллельно существующей улице по другому берегу протекавшего здесь ручья.
18 марта 1885 года получила современное название (рус. Инвалидная улица, нем. Invalidenstrasse), которое более не изменялось. Оно связано с расположенным на этой улице военным госпиталем.
В 2017 году общественный резонанс вызвало несогласие жителей с проводимым Рижской думой уточнением адресов, в ходе которого некоторые здания, числившиеся по улице Упес, должны были получить адрес по улице Инвалиду.

## Прилегающие улицы
Улица Инвалиду пересекается со следующими улицами:
- Улица Хоспиталю
- Улица Упес
- Улица Лачу
- Улица Страумес